# Кубок України з футболу 2005—2006
У п'ятнадцятому розіграші Кубка України з футболу сезону 2005/06 року взяли участь 69 команд. Проходив з 1 серпня 2005 року по 2 травня 2006 року.

## Учасники
| Клуби вищої ліги: | Клуби першої ліги: | Клуби другої ліги: | Клуби другої ліги: |
| - «Арсенал» (Київ) - «Волинь» (Луцьк) - «Ворскла» (Полтава) - «Динамо» (Київ) - «Дніпро» (Дніпропетровськ) - «Закарпаття» (Ужгород) - «Іллічівець» (Маріуполь) - «Кривбас» (Кривий Ріг) - «Металіст» (Харків) - «Металург» (Донецьк) - «Металург» (Запоріжжя) - «Сталь» (Алчевськ) - «Таврія» (Сімферополь) - ФК «Харків» - «Чорноморець» (Одеса) - «Шахтар» (Донецьк) | - ФК «Бершадь» - «Борисфен» (Бориспіль) - «Газовик-Скала» (Стрий) - «Геліос» (Харків) - «Динамо-Ігросервіс» (Сімферополь) - «Енергетик» (Бурштин) - «Зоря» (Луганськ) - «Карпати» (Львів) - «Кримтеплиця» (Молодіжне) - «Нафтовик» (Охтирка) - «Оболонь» (Київ) - «Поділля» Хмельницький - «Спартак» (Івано-Франківськ) - «Спартак» (Суми) - «Сталь» (Дніпродзержинськ) - «ЦСКА» (Київ) | - «Арсенал» (Харків) - «Буковина» (Чернівці) - «Верес» (Рівне) - «Газовик-ХГВ» (Харків) - «Гірник» (Кривий Ріг) - «Гірник-Спорт» (Комсомольськ) - «Десна» (Чернігів) - «Дніпро» (Черкаси) - «Дністер» (Овідіополь) - «Енергія» (Южноукраїнськ) - «Єдність» (Плиски) - «Житичі» (Житомир) - МФК «Житомир» - «Зірка» (Кіровоград) - «Княжа» (Щасливе) - «Кремінь» (Кременчук) - «Кристал» (Херсон) - МФК «Миколаїв» - «Молнія» (Сєвєродонецьк) | - «Нафком» (Бровари) - «Нафтовик» (Долина) - «Нива» (Тернопіль) - МФК «Олександрія» - ПФК «Олександрія» - «Олімпік» (Донецьк) - «Олком» (Мелітополь) - «Освіта» (Київ) - «Рава» (Рава-Руська) - «Рось» (Біла Церква) - ПФК «Севастополь» - «Сокіл» (Бережани) - «Титан» (Армянськ) - «Факел» (Івано-Франківськ) - «Хімік» (Красноперекопськ) - «Чорногора» (Івано-Франківськ) - «Явір» (Краснопілля) - «Ялос» (Ялта) |

## Перелік матчів

### Попередній етап
| 1 серпня 2005 року.           |     |                       |              |  |
| «Сокіл» (Бережани)            | 0:0 | «Нафтовик» (Долина)   | дч, пен. 6:7 |  |
| «Житичі» (Житомир)            | 1:0 | МФК «Житомир»         |              |  |
| «Княжа» (Щасливе)             | 1:3 | «Єдність» (Плиски)    | дч           |  |
| «Ялос» (Ялта)                 | 3:0 | ПФК «Севастополь»     |              |  |
| «Арсенал» (Харків)            | 0:2 | «Явір» (Краснопілля)  |              |  |
| «Гірник-Спорт» (Комсомольськ) | 2:1 | «Кремінь» (Кременчук) |              |  |

### 1/32 фіналу
| 13 серпня 2005 року.           |     |                                   |              |  |
| «Рава» (Рава-Руська)           | 1:0 | «Геліос» (Харків)                 |              |  |
| «Десна» (Чернігів)             | 2:5 | «Шахтар» (Донецьк)                |              |  |
| «Факел» (Івано-Франківськ)     | 0:1 | «Спартак» (Суми)                  |              |  |
| «Буковина» (Чернівці)          | +:- | «Зоря» (Луганськ)                 |              |  |
| «Нива» (Тернопіль)             | 1:3 | «Чорноморець» (Одеса)             |              |  |
| «Освіта» (Київ)                | 0:3 | ФК «Харків»                       |              |  |
| «Верес» (Рівне)                | 2:1 | «Енергетик» (Бурштин)             |              |  |
| «Чорногора» (Івано-Франківськ) | 1:4 | «Волинь» (Луцьк)                  |              |  |
| «Нафтовик» (Долина)            | 1:0 | «Борисфен» (Бориспіль)            | дч           |  |
| «Житичі» (Житомир)             | 0:1 | «Сталь» (Дніпродзержинськ)        |              |  |
| МФК «Миколаїв»                 | 1:2 | «Металург» (Запоріжжя)            |              |  |
| «Кристал» (Херсон)             | 0:5 | «Динамо» (Київ)                   |              |  |
| «Гірник» (Кривий Ріг)          | 2:3 | «Карпати» (Львів)                 |              |  |
| «Титан» (Армянськ)             | 1:2 | «Іллічівець» (Маріуполь)          |              |  |
| «Рось» (Біла Церква)           | 0:2 | «Кривбас» (Кривий Ріг)            |              |  |
| «Олком» (Мелітополь)           | 0:1 | «Закарпаття» (Ужгород)            |              |  |
| «Дністер» (Овідіополь)         | 2:3 | «Металіст» (Харків)               |              |  |
| «Зірка» (Кіровоград)           | 0:2 | «Спартак» (Івано-Франківськ)      |              |  |
| «Енергія» (Южноукраїнськ)      | 1:5 | «Сталь» (Алчевськ)                |              |  |
| «Єдність» (Плиски)             | 0:3 | «Ворскла» (Полтава)               |              |  |
| «Хімік» (Красноперекопськ)     | 3:2 | ФК «Бершадь»                      |              |  |
| «Ялос» (Ялта)                  | 1:0 | «Поділля» Хмельницький            |              |  |
| «Нафком» (Бровари)             | 3:3 | «Нафтовик» (Охтирка)              | дч, пен. 2:4 |  |
| «Дніпро» (Черкаси)             | 0:0 | «Оболонь» (Київ)                  | дч, пен. 4:2 |  |
| «Газовик-ХГВ» (Харків)         | 0:4 | «Таврія» (Сімферополь)            |              |  |
| «Гірник-Спорт» (Комсомольськ)  | 2:1 | «Динамо-Ігросервіс» (Сімферополь) |              |  |
| «Явір» (Краснопілля)           | 0:3 | «Газовик-Скала» (Стрий)           |              |  |
| «Олімпік» (Донецьк)            | 2:3 | «Кримтеплиця» (Молодіжне)         |              |  |
| МФК «Олександрія»              | 0:6 | «Арсенал» (Київ)                  |              |  |
| 14 серпня 2005 року.           |     |                                   |              |  |
| ПФК «Олександрія»              | 1:2 | «Дніпро» (Дніпропетровськ)        |              |  |
| «Молнія» (Сєвєродонецьк)       | -:+ | «Металург» (Донецьк)              |              |  |

### 1/16 фіналу
| 21 вересня 2005 року.         |     |                            |              |
| «Карпати» (Львів)             | 1:0 | «Чорноморець» (Одеса)      |              |
| «ЦСКА» (Київ)                 | 0:1 | «Металург» (Донецьк)       |              |
| «Спартак» (Івано-Франківськ)  | 0:7 | «Динамо» (Київ)            |              |
| «Сталь» (Дніпродзержинськ)    | 3:1 | «Волинь» (Луцьк)           |              |
| «Нафтовик» (Охтирка)          | 2:3 | «Сталь» (Алчевськ)         |              |
| «Газовик-Скала» (Стрий)       | 2:0 | ФК «Харків»                |              |
| «Спартак» (Суми)              | 1:4 | «Металург» (Запоріжжя)     |              |
| «Кримтеплиця» (Молодіжне)     | 1:3 | «Шахтар» (Донецьк)         |              |
| «Рава» (Рава-Руська)          | 0:2 | «Дніпро» (Дніпропетровськ) |              |
| «Дніпро» (Черкаси)            | 1:2 | «Металіст» (Харків)        |              |
| «Буковина» (Чернівці)         | 0:1 | «Арсенал» (Київ)           |              |
| «Верес» (Рівне)               | 2:2 | «Закарпаття» (Ужгород)     | дч, пен. 5:3 |
| «Гірник-Спорт» (Комсомольськ) | 0:2 | «Ворскла» (Полтава)        |              |
| «Нафтовик» (Долина)           | 0:4 | «Таврія» (Сімферополь)     |              |
| «Хімік» (Красноперекопськ)    | 2:3 | «Кривбас» (Кривий Ріг)     |              |
| «Ялос» (Ялта)                 | 0:1 | «Іллічівець» (Маріуполь)   | дч           |

### 1/8 фіналу
| 26 жовтня 2005 року.       |     |                            |  |
| «Динамо» (Київ)            | 1:0 | «Металіст» (Харків)        |  |
| «Карпати» (Львів)          | 1:0 | «Шахтар» (Донецьк)         |  |
| «Сталь» (Алчевськ)         | 1:2 | «Металург» (Донецьк)       |  |
| «Ворскла» (Полтава)        | 1:0 | «Дніпро» (Дніпропетровськ) |  |
| «Газовик-Скала» (Стрий)    | 0:1 | «Іллічівець» (Маріуполь)   |  |
| «Кривбас» (Кривий Ріг)     | 2:0 | «Таврія» (Сімферополь)     |  |
| «Сталь» (Дніпродзержинськ) | 0:2 | «Арсенал» (Київ)           |  |
| «Верес» (Рівне)            | 2:4 | «Металург» (Запоріжжя)     |  |

### Чвертьфінали
| 13 листопада 2005 року.  |     |                        |  |
| «Динамо» (Київ)          | 2:0 | «Металург» (Донецьк)   |  |
| 23 листопада 2005 року.  |     |                        |  |
| «Карпати» (Львів)        | 1:0 | «Ворскла» (Полтава)    |  |
| 13 грудня 2005 року.     |     |                        |  |
| «Іллічівець» (Маріуполь) | 2:0 | «Арсенал» (Київ)       |  |
| 14 грудня 2005 року.     |     |                        |  |
| «Металург» (Запоріжжя)   | 3:0 | «Кривбас» (Кривий Ріг) |  |

### Півфінали
|                                   | Заг. |                          | Матч 1 | Матч 2 |  |
| --------------------------------- | ---- | ------------------------ | ------ | ------ |  |
| 22 березня і 12 квітня 2006 року. |      |                          |        |        |  |
| «Металург» (Запоріжжя)            | 3:2  | «Іллічівець» (Маріуполь) | 2:1    | 1:1    |  |
| «Карпати» (Львів)                 | 0:3  | «Динамо» (Київ)          | 0:2    | 0:1    |  |

### Фінал
| 2 травня 2006 р. +16 °C |

| «Динамо» (Київ) | 1:0      | «Металург» (Запоріжжя) |
| --------------- | -------- | ---------------------- |
| Клебер 46'      | протокол |                        |

| Київ, НСК «Олімпійський» Глядачів: 25 000 Арбітр: Лучиліо Кардосу Кортес Батішта (Португалія) |

| Володар Кубка України 2005/06 |
| ----------------------------- |
| «Динамо» (Київ) Увосьме       |

## Найкращі бомбардири

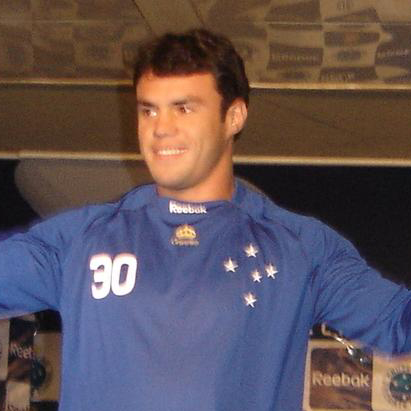
Клебер

|    | Гравець             | Клуб                     | Ігри | Голи (пен.) |
| -- | ------------------- | ------------------------ | ---- | ----------- |
| 1  | Клебер              | «Динамо» (Київ)          | 5    | 5           |
| 2  | Олексій Гай         | «Іллічівець» (Маріуполь) | 6    | 4           |
| 3  | Андрій Дева         | «Верес» (Рівне)          | 3    | 3           |
| 4  | Дмитро Бровкін      | «Ворскла» (Полтава)      | 4    | 3           |
| 5  | Батіста Вільям Роша | «Карпати» (Львів)        | 5    | 3           |
| 5  | Сергій Нагорняк     | «Металург» (Запоріжжя)   | 5    | 3           |
| 7  | Артем Мілевський    | «Динамо» (Київ)          | 6    | 3           |
| 8  | Руслан Єрмоленко    | «Сталь» (Алчевськ)       | 2    | 2 (1)       |
| 9  | Руслан Фомін        | «Шахтар» (Донецьк)       | 3    | 2           |
| 10 | Валентин Белькевич  | «Динамо» (Київ)          | 6    | 2           |

## Підсумкова таблиця
| Етап            | Команда                           | I | В | Н | П | РМ   | О  |
| --------------- | --------------------------------- | - | - | - | - | ---- | -- |
| Володар         | «Динамо» (Київ)                   | 7 | 7 | 0 | 0 | 19−0 | 14 |
| Фіналіст        | «Металург» (Запоріжжя)            | 7 | 5 | 1 | 1 | 16−7 | 11 |
| Півфінал        | «Іллічівець» (Маріуполь)          | 6 | 4 | 1 | 1 | 8−4  | 9  |
| Півфінал        | «Карпати» (Львів)                 | 6 | 4 | 0 | 2 | 6−5  | 8  |
| 1/4 фіналу      | «Арсенал» (Київ)                  | 4 | 3 | 0 | 1 | 9−2  | 6  |
| 1/4 фіналу      | «Ворскла» (Полтава)               | 4 | 3 | 0 | 1 | 6−1  | 6  |
| 1/4 фіналу      | «Кривбас» (Кривий Ріг)            | 4 | 3 | 0 | 1 | 7−5  | 6  |
| 1/4 фіналу      | «Металург» (Донецьк)              | 3 | 2 | 0 | 1 | 3−3  | 4  |
| 1/8 фіналу      | «Таврія» (Сімферополь)            | 3 | 2 | 0 | 1 | 8−2  | 4  |
| 1/8 фіналу      | «Сталь» (Алчевськ)                | 3 | 2 | 0 | 1 | 9−5  | 4  |
| 1/8 фіналу      | «Шахтар» (Донецьк)                | 3 | 2 | 0 | 1 | 8−4  | 4  |
| 1/8 фіналу      | «Газовик-Скала» (Стрий)           | 3 | 2 | 0 | 1 | 5−1  | 4  |
| 1/8 фіналу      | «Дніпро» (Дніпропетровськ)        | 3 | 2 | 0 | 1 | 4−2  | 4  |
| 1/8 фіналу      | «Металіст» (Харків)               | 3 | 2 | 0 | 1 | 5−4  | 4  |
| 1/8 фіналу      | «Сталь» (Дніпродзержинськ)        | 3 | 2 | 0 | 1 | 4−3  | 4  |
| 1/8 фіналу      | «Верес» (Рівне)                   | 3 | 1 | 1 | 1 | 6−7  | 3  |
| 1/16 фіналу     | «Ялос» (Ялта)                     | 3 | 2 | 0 | 1 | 4−1  | 4  |
| 1/16 фіналу     | «Гірник-Спорт» (Комсомольськ)     | 3 | 2 | 0 | 1 | 4−4  | 4  |
| 1/16 фіналу     | «Закарпаття» (Ужгород)            | 2 | 1 | 1 | 0 | 3−2  | 3  |
| 1/16 фіналу     | «Нафтовик» (Долина)               | 3 | 1 | 1 | 1 | 1−4  | 3  |
| 1/16 фіналу     | «Волинь» (Луцьк)                  | 2 | 1 | 0 | 1 | 5−4  | 2  |
| 1/16 фіналу     | ФК «Харків»                       | 2 | 1 | 0 | 1 | 3−2  | 2  |
| 1/16 фіналу     | «Чорноморець» (Одеса)             | 2 | 1 | 0 | 1 | 3−2  | 2  |
| 1/16 фіналу     | «Хімік» (Красноперекопськ)        | 2 | 1 | 0 | 1 | 5−5  | 2  |
| 1/16 фіналу     | «Кримтеплиця» (Молодіжне)         | 2 | 1 | 0 | 1 | 4−5  | 2  |
| 1/16 фіналу     | «Рава» (Рава-Руська)              | 2 | 1 | 0 | 1 | 1−2  | 2  |
| 1/16 фіналу     | «Спартак» (Суми)                  | 2 | 1 | 0 | 1 | 2−4  | 2  |
| 1/16 фіналу     | «Спартак» (Івано-Франківськ)      | 2 | 1 | 0 | 1 | 2−7  | 2  |
| 1/16 фіналу     | «Нафтовик» (Охтирка)              | 2 | 0 | 1 | 1 | 5−6  | 1  |
| 1/16 фіналу     | «Дніпро» (Черкаси)                | 2 | 0 | 1 | 1 | 1−2  | 1  |
| 1/16 фіналу     | «Буковина» (Чернівці)             | 1 | 0 | 0 | 1 | 0−1  | 0  |
| 1/16 фіналу     | «ЦСКА» (Київ)                     | 1 | 0 | 0 | 1 | 0−1  | 0  |
| 1/32 фіналу     | «Житичі» (Житомир)                | 2 | 1 | 0 | 1 | 1−1  | 2  |
| 1/32 фіналу     | «Єдність» (Плиски)                | 2 | 1 | 0 | 1 | 3−4  | 2  |
| 1/32 фіналу     | «Явір» (Краснопілля)              | 2 | 1 | 0 | 1 | 2−3  | 2  |
| 1/32 фіналу     | «Нафком» (Бровари)                | 1 | 0 | 1 | 0 | 3−3  | 1  |
| 1/32 фіналу     | «Оболонь» (Київ)                  | 1 | 0 | 1 | 0 | 0−0  | 1  |
| 1/32 фіналу     | «Гірник» (Кривий Ріг)             | 1 | 0 | 0 | 1 | 2−3  | 0  |
| 1/32 фіналу     | «Дністер» (Овідіополь)            | 1 | 0 | 0 | 1 | 2−3  | 0  |
| 1/32 фіналу     | «Олімпік» (Донецьк)               | 1 | 0 | 0 | 1 | 2−3  | 0  |
| 1/32 фіналу     | ФК «Бершадь»                      | 1 | 0 | 0 | 1 | 2−3  | 0  |
| 1/32 фіналу     | «Динамо-Ігросервіс» (Сімферополь) | 1 | 0 | 0 | 1 | 1−2  | 0  |
| 1/32 фіналу     | «Енергетик» (Бурштин)             | 1 | 0 | 0 | 1 | 1−2  | 0  |
| 1/32 фіналу     | МФК «Миколаїв»                    | 1 | 0 | 0 | 1 | 1−2  | 0  |
| 1/32 фіналу     | ПФК «Олександрія»                 | 1 | 0 | 0 | 1 | 1−2  | 0  |
| 1/32 фіналу     | «Титан» (Армянськ)                | 1 | 0 | 0 | 1 | 1−2  | 0  |
| 1/32 фіналу     | «Борисфен» (Бориспіль)            | 1 | 0 | 0 | 1 | 0−1  | 0  |
| 1/32 фіналу     | «Геліос» (Харків)                 | 1 | 0 | 0 | 1 | 0−1  | 0  |
| 1/32 фіналу     | «Олком» (Мелітополь)              | 1 | 0 | 0 | 1 | 0−1  | 0  |
| 1/32 фіналу     | «Поділля» Хмельницький            | 1 | 0 | 0 | 1 | 0−1  | 0  |
| 1/32 фіналу     | «Факел» (Івано-Франківськ)        | 1 | 0 | 0 | 1 | 0−1  | 0  |
| 1/32 фіналу     | «Нива» (Тернопіль)                | 1 | 0 | 0 | 1 | 1−3  | 0  |
| 1/32 фіналу     | «Зірка» (Кіровоград)              | 1 | 0 | 0 | 1 | 0−2  | 0  |
| 1/32 фіналу     | «Рось» (Біла Церква)              | 1 | 0 | 0 | 1 | 0−2  | 0  |
| 1/32 фіналу     | «Десна» (Чернігів)                | 1 | 0 | 0 | 1 | 2−5  | 0  |
| 1/32 фіналу     | «Чорногора» (Івано-Франківськ)    | 1 | 0 | 0 | 1 | 1−4  | 0  |
| 1/32 фіналу     | «Освіта» (Київ)                   | 1 | 0 | 0 | 1 | 0−3  | 0  |
| 1/32 фіналу     | «Енергія» (Южноукраїнськ)         | 1 | 0 | 0 | 1 | 1−5  | 0  |
| 1/32 фіналу     | «Газовик-ХГВ» (Харків)            | 1 | 0 | 0 | 1 | 0−4  | 0  |
| 1/32 фіналу     | «Кристал» (Херсон)                | 1 | 0 | 0 | 1 | 0−5  | 0  |
| 1/32 фіналу     | МФК «Олександрія»                 | 1 | 0 | 0 | 1 | 0−6  | 0  |
| 1/32 фіналу     | «Зоря» (Луганськ)                 | 0 | 0 | 0 | 0 | 0−0  | 0  |
| 1/32 фіналу     | «Молнія» (Сєвєродонецьк)          | 0 | 0 | 0 | 0 | 0−0  | 0  |
| Попередній етап | «Сокіл» (Бережани)                | 1 | 0 | 1 | 0 | 0−0  | 1  |
| Попередній етап | «Кремінь» (Кременчук)             | 1 | 0 | 0 | 1 | 1−2  | 0  |
| Попередній етап | МФК «Житомир»                     | 1 | 0 | 0 | 1 | 0−1  | 0  |
| Попередній етап | «Княжа» (Щасливе)                 | 1 | 0 | 0 | 1 | 1−3  | 0  |
| Попередній етап | «Арсенал» (Харків)                | 1 | 0 | 0 | 1 | 0−2  | 0  |
| Попередній етап | ПФК «Севастополь»                 | 1 | 0 | 0 | 1 | 0−3  | 0  |